# Route régionale 49 (Tunisie)
Pour les articles homonymes, voir Route 49.
La route régionale 49 ou RR49 est un axe routier secondaire de Tunisie qui relie Medjez el-Bab à El Aroussa.